# 울트라 뮤직 페스티벌
울트라 뮤직 페스티벌(ULTRA MUSIC FESTIVAL, UMF)은 매년 3월 미국 플로리다주 마이애미에서 열리는 일렉트로닉 뮤직 페스티벌이다.

## 같이 보기
- 월드 DJ 페스티벌
- 글로벌 개더링
- 투모로랜드 (음악제)
- 울트라 뮤직